# Драґан Станкович
Драґан Станкович, або Драган Станкович (Драган Станковић; нар. 18 жовтня 1985, Заєчар) — сербський волейболіст, центральний блокувальник, гравець італійського клубу «Модена Воллей», а в минулому — збірної Сербії. Чемпіон Європи 2011.

## Життєпис
Грав у сербських клубах «ОК Тимок» (Заєчар, 2001—2004), «Црвена Звезда» (Белград, 2004—2008), чорногорському «Будванська Рів'єра» (Budvanska Rivijera Budva, Будва, 2008—2009), італійських «Лубе» (2009—2019) і «Ґас Салес» (П'яченца, 2019—2020).

### Досягнення
Зі збірною
- переможець Світової ліги 2016
- чемпіон Європи 2011

Клубні
- переможець Ліги чемпіонів ЄКВ 2019
- чемпіон Італії: 2012, 2014, 2017, 2019
- чемпіон Сербії 2008
- чемпіон Чорногорії 2009
- володар Кубка виклику ЄКВ 2011
- володар Кубка Італії 2017
- володар Суперкубка Італії: 2012, 2014